# Primeiro-ministro do Sri Lanka
O primeiro-ministro é o chefe do gabinete de ministros do Sri Lanka. Porém não é chefe de governo do país – o presidente exerce tanto as funções de chefe de Estado quanto as de chefe  de governo. A atual primeira-ministra é Harini Amarasuriya, que assumiu em 2024
Desde 1947 – antes da independência do país, que ocorreu em 4 de fevereiro de 1948 – até presente, Sri Lanka teve 14 primeiros ministros. O país tornou-se independente sob o nome de Ceilão, e seu chefe de Estado era o rei da Inglaterra. En 1972 o país tornou-se uma república e modificou seu nome para Sri Lanka.
Em 1978 o então primeiro-ministro  introduziu modificações na constituição do país, através das quais a figura do presidente da república se tornou chefe de estado e também chefe de governo do país,[1] reduzindo-se os poderes do primeiro-ministro, que se tornou apenas uma figura nominal.[2]